# Gaspar Roomer
Gaspar Roomer, ou Gaspar De Roomer (Anvers, entre 1596 et 1606 - Naples, 3 mars 1674), est un marchand et un mécène des Pays-Bas méridionaux, qui fut surtout actif en Italie, à Naples.

## Biographie
Né à Anvers, Roomer passa au moins quatre décennies de sa vie à Naples, où il semble avoir été actif dès 1626 ; Roomer n'est cependant documenté dans la ville italienne qu'à partir de janvier 1630. Il se serait également rendu à Rome. Le transport maritime, en direction principalement des Pays-Bas du nord et du sud, et ses activités dans le domaine de la finance firent de lui un homme aisé. À Naples, il était le propriétaire du Palazzo della Stella. Ccollectionneur d'œuvres d'art, il possédait, à sa mort,de plus d'un millier de peintures. Il vendit des tableaux du Sud de l'Italie, au Nord de l'Europe, et participa de la sorte à la propagation des styles. Sa collection fut par la suite dispersée à travers l'Europe.
Ses goûts étaient contemporains (XVIIe siècle) mais divers en ce qui concerne les styles et les nationalités. Sa collection comprenait des peintures dans le style du Caravage, des paysages et des scènes de genre et des œuvres de peintres tels que Jan Boeckhorst, Giacomo Borgognone, Leonard Bramer, Giacinto Brandi, Paul Bril, Jan Brueghel l'Ancien, Castiglione, Jan Miel, Goffredo Wals, Mattia Preti, Ribera, Rubens, Van Dyck et Simon Vouet.
Il devient partenaire du flam and Jan van den Eynde[Quoi ?], qui devient copropriétaire de son entreprise. Il lègue sa collection de 70[Quoi ?] ou 90[Quoi ?] au fils de Jan van den Eynde, Ferdinand.